# Coelopencyrtus orbi
Coelopencyrtus orbi är en stekelart som beskrevs av Timberlake 1920. Coelopencyrtus orbi ingår i släktet Coelopencyrtus och familjen sköldlussteklar. Inga underarter finns listade i Catalogue of Life.